# Rückershausen (Aarbergen)
Rückershausen ist ein Kirchdorf im südhessischen Rheingau-Taunus-Kreis. Es entstand am östlichen Ufer der in einem Tal den Taunus durchfließenden Aar. Seit 1971 gehört die ehemals politisch selbständige Gemeinde der neu formierten Gemeinde Aarbergen an und ist seither deren nördlichster Ortsteil. Seit 2002 trägt Rückershausen wegen des Rückershäuser Marktes offiziell den Zusatz „Marktflecken“.

## Geschichte
Der erste urkundliche Nachweis des Ortes findet sich in einer Besitzstandsurkunde des Stiftes St. Severus in Gemünden im Westerwald aus dem Jahre 879. Bis Anfang des 16. Jahrhunderts war er dem Hubengericht im benachbarten Kettenbach zugehörig. 1532 wurde Rückershausen von Kaiser Karl V. das Marktrecht gewährt. Ein Brand zerstörte am 24. August 1857 große Teile des Dorfes. Mehr als 50 Familien wurden obdachlos. In den folgenden Jahren wurde das Dorf planmäßig wiederaufgebaut. Mit dem Anschluss an die Aartalbahn 1894 erfuhr Rückershausen einen deutlichen Bevölkerungszuwachs, und der Siedlungsbereich dehnte sich auf das westliche Aarufer aus.
Im Zuge der Gebietsreform in Hessen fusionierten die bis dahin eigenständigen Gemeinden Daisbach, Hausen über Aar, Kettenbach, Michelbach, Panrod und Rückershausen am 31. Dezember 1970 freiwillig zur neuen Gemeinde Aarbergen. Für jeden Ortsteil wurde durch die Hauptsatzung ein Ortsbezirk mit Ortsbeirat und Ortsvorsteher nach der Hessischen Gemeindeordnung eingerichtet.

## Trivia
Gebräuchliche Ortsnecknamen für die Bürger von Rückershausen sind Riggerschhäuser Sauerwasserfichs (Rückershäuser Sauerwasserfüchse, wegen des vor Ort bestehenden Sauerbrunnens) und Riggerschhäuser Weirebuschmänncher (Rückershäuser Weidenbuschmännchen), wahrscheinlich wegen der Lage des Dorfs auf der Talaue der Aar, wo bis heute am Ufer zahlreiche Weiden vorhanden sind.

## Verkehr

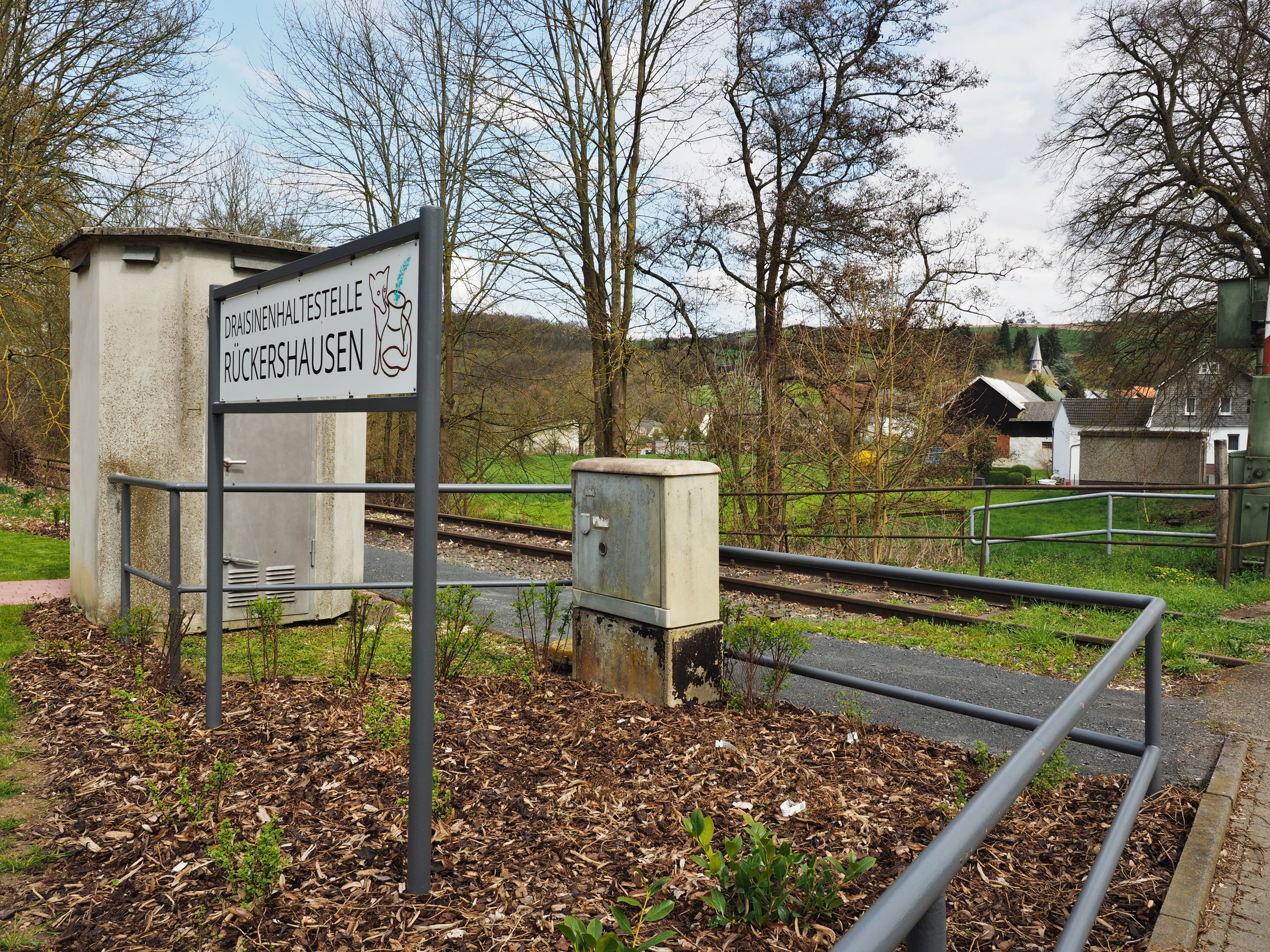
Haltepunkt Rückershausen (2016)

Rückershausen liegt an der Aartalbahn. Diese ist stillgelegt, jedoch finden privat organisierte Draisinenfahrten statt.